# 함양 개평리 소나무군락지
함양 개평리 소나무군락지(咸陽介坪里소나무群落地)는 대한민국 경상남도 함양군 지곡면 개평리에 있는 소나무 군락지이다. 2004년 10월 21일 경상남도의 기념물 제254호로 지정되었다.

## 개요
개평리는 일두 정여창 선생을 비롯한 유학자를 배출한 전통마을이며 많은 문화재와 기념물이 이미 지정되어 있다. 마을 앞 야산의 능선을 따라 생존하고 있는 소나무(적송) 군락은 풍수적 의미에 따라 마을을 보호하기 위한 숲으로 조성되어 오늘에 이르고 있고 수령은 300~400년 생으로 추정되며 큰 나무는 수고 15M, 흉고 둘레 160~220Cm, 소경목은 수고 10M 흉고둘레 80~150Cm정도이며 현재 100여 주 생존하고 있다.

## 참고 문헌
- 함양개평리소나무군락지 - 국가유산청 국가유산포털